# Barão de São Martinho de Dume

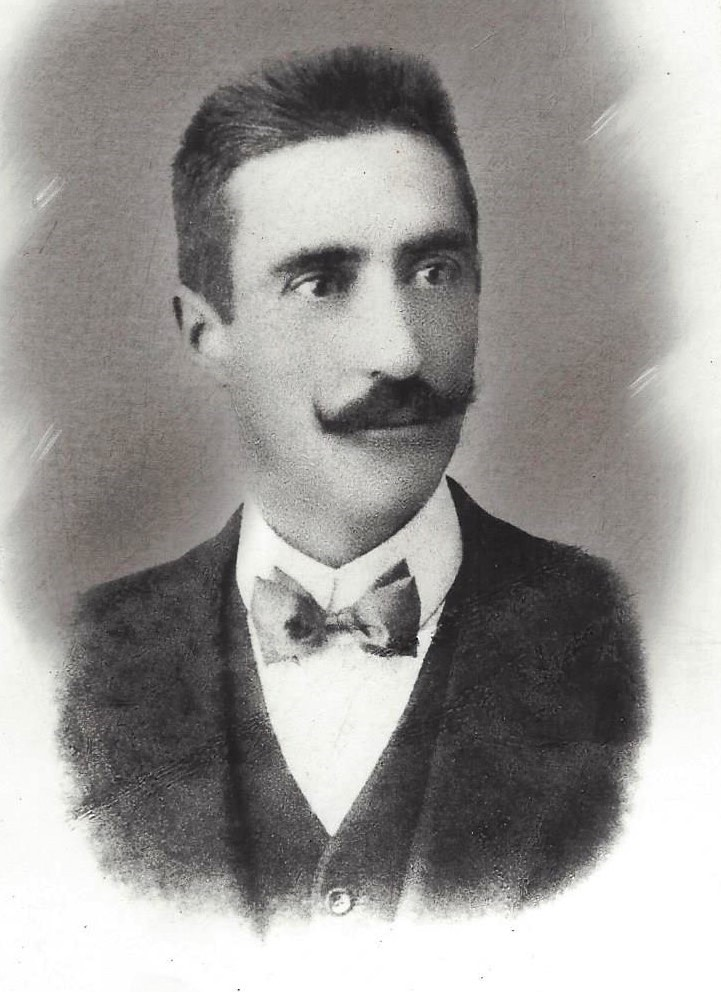
Excelentíssimo Senhor Adriano Maria de Vilhena Coutinho Ferreri de Gusmão, representante do título de Barão de São Martinho de Dume, 11º Senhor do Morgado da Roda e Capela no Mosteiro de Bravães.

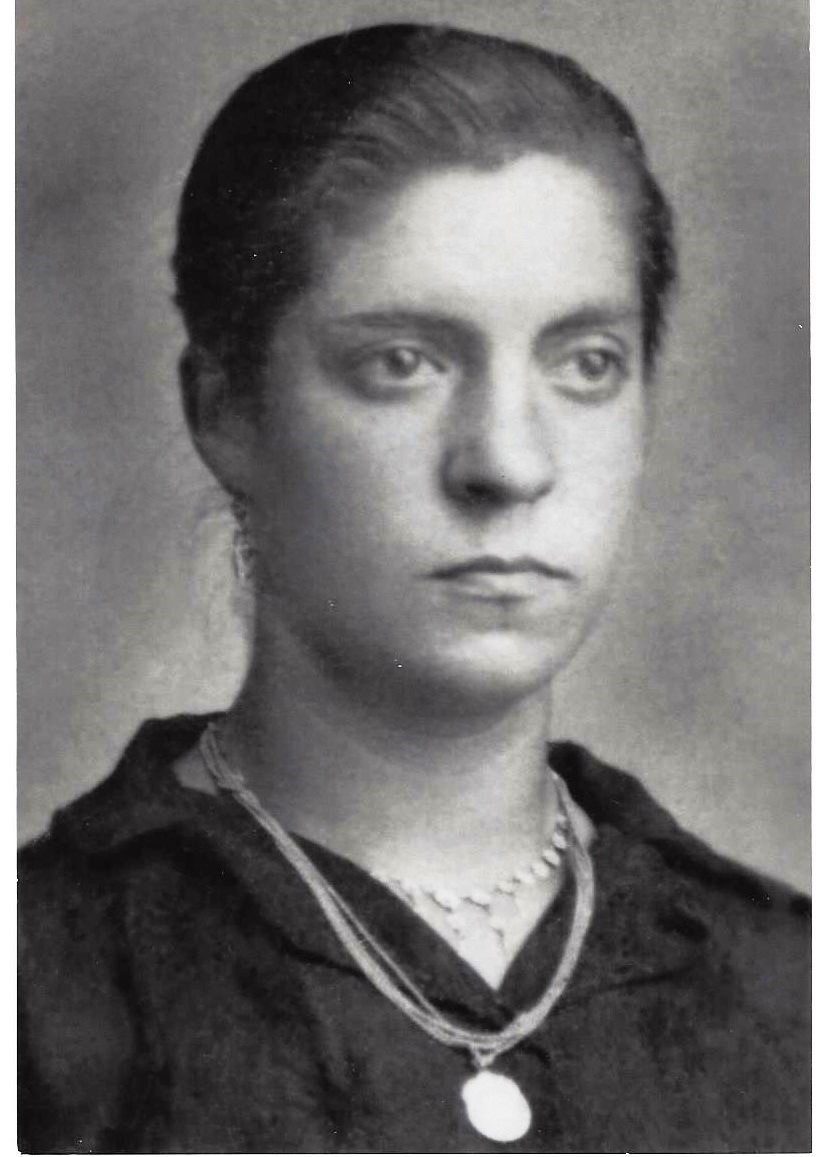
Excelentíssima Senhora Dª. Maria Guiomar de Vilhena Coutinho Ferreri de Gusmão, representante do título de Barão de São Martinho de Dume e 12ª Senhora do Morgado da Roda.

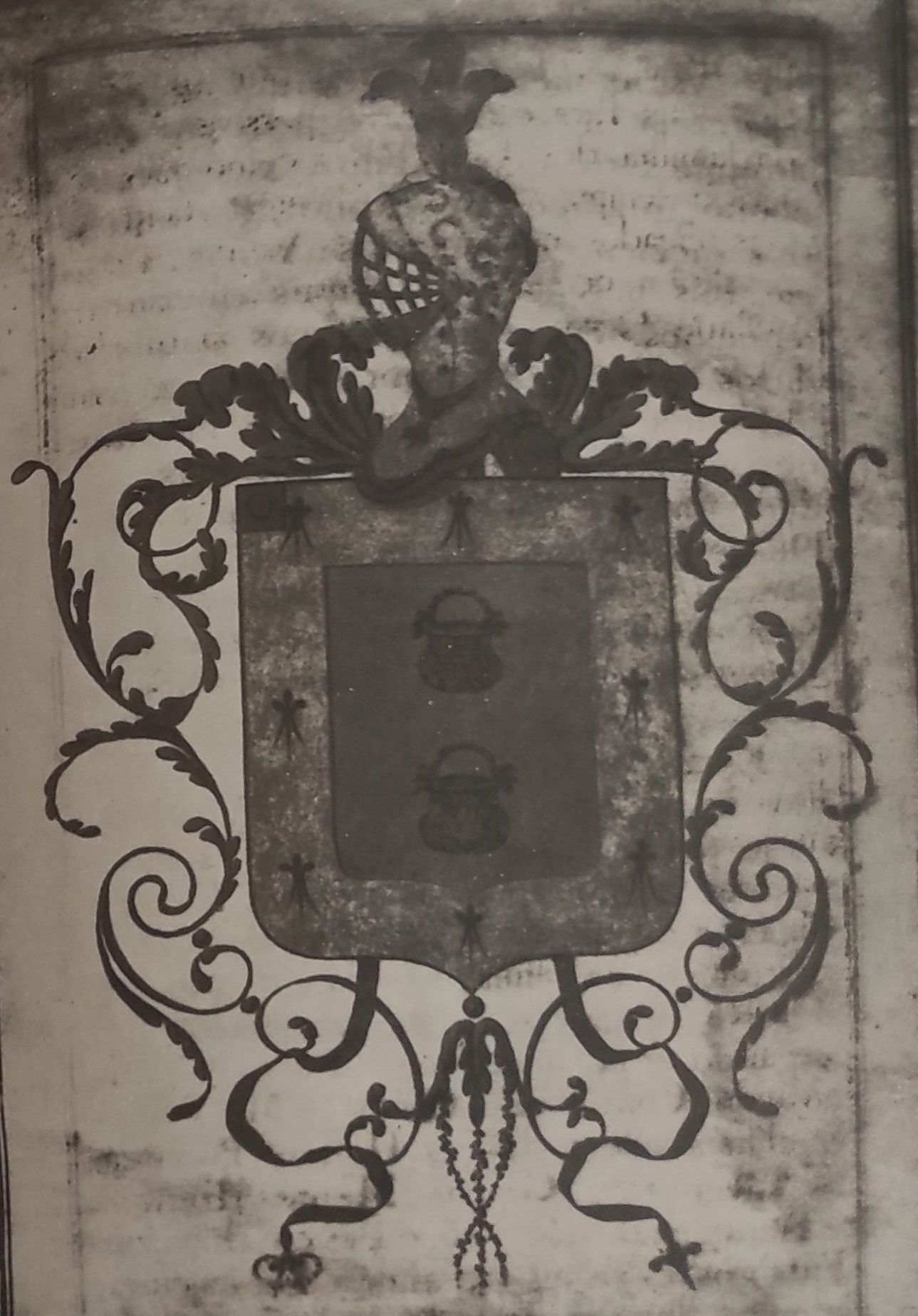
Segundo a Carta de Armas da Família Ferreri de Gusmão atribuídas em Portugal em 1825 a Duarte Guilherme Ferreri de Gusmão, 1º Barão de São Martinho de Dume, para não se perder a memória de seus antepassados de antiga linhagem e nobreza. Eram as suas armas antigas em Itália e Espanha um escudo com nove balas de ouro em campo branco com uma coroa de conde.

Barão de São Martinho de Dume é um título nobiliárquico criado por D. Maria II de Portugal, por Decreto de 4 de Abril de 1837, em favor de Duarte Guilherme Ferreri de Gusmão. Esta família é oriunda do Sacro Império Romano-Germânico e dos Estados Papais. Nasceu o 1° Barão de São Martinho de Dume a 23.03.1778 em Valença do Minho e morreu a 10.04.1844 em Braga, Dume. Filho do Conde Francisco de Vicente Ferreri, natural de Bolonha, Coronel do Regimento de Infantaria 21, Cavaleiro da Ordem de São Bento de Aviz. Veio para Portugal de Viena de Áustria onde estudou no Colégio Militar da Imperatriz Maria Teresa e serviu no Regimento de Anton Giorgio Clerici, Marquês de Clerici. Casou com Josefa Furtado Paes, natural de Luzinde, falecida em 1815. O conde Francisco Vicente Ferreri faleceu em Toledo em 1808 no destacamento da Legião Portuguesa comandada pelo Senhor Marquês de Alorna. 
Era neto do Conde Ferdinando Ferreri, natural de Valência, Espanha e da Condessa D.Marianna de Gusmão, de Viena de Áustria. Teve uma tia, Maria Eugénia Ferreri Allen e mais três irmãos, D. Joana Antónia Ferreri, José Francisco Ferreri de Gusmão, Major de Infantaria dos Exércitos de Napoleão Bonaparte e do Exército Português e D.Josefa Clara de Gusmão Ferreri, avó do Visconde de Ferreri.
Duarte Guilherme Ferreri de Gusmão, 1º Barão de São Martinho de Dume, casou em 1818 com Isabel Rita Ferreira Pinto Basto, irmã de José Ferreira Pinto Basto. Fidalgo Cavaleiro da Casa Real e Fidalgo de Cota de Armas, Marechal de Campo do Exército Português ; Comendador da Ordem de Cristo, da Ordem d'Avis e Torre e Espada; Condecorado com a Cruz de Ouro da Guerra Peninsular; Presidente do Conselho Militar reunido na cidade do Porto a 18 de Maio de 1828 e Vice-Presidente da Junta Provisória a favor de D. Pedro IV e de Maria II de Portugal. Exerceu Duarte Guilherme Ferreri de Gusmão diferentes comissões em inúmeros sítios ao longo da sua vida, quer em Olinda, Pernambuco, Valença do Minho ou no Porto. Grande parte desse tempo foi como oficial superior do Regimento de Artilharia 4. Depois de ter presidido o Conselho Militar em 1828 e ter sido Vice-Presidente da Junta Governativa, juntamente com os seus camaradas saiu do Porto para o exílio em Paris. Frequentou os círculos influentes de Paris com outros notáveis portugueses, mantendo a ambição do regresso a Portugal. Inscreveu o seu sobrinho, Adriano Maurício de Guilherme Brandão Soares de Castro Ferreri, filho da sua irmã D.Josefa Clara, na Sorbonne Université onde assistiu a aulas de Física e Química. Adriano Maurício de Guilherme Ferreri foi pai do Senhor Visconde de Ferreri, Fidalgo Cavaleiro da Casa Real, Conselheiro de Estado da Rainha D.Maria II, Ministro da Guerra  e Ministro da Marinha e Ultramar. O General Duarte Guilherme regressaria a Portugal como Bravo do Mindelo, onde participou na Guerra Civil, sendo membro do Conselho de Guerra Permanente juntamente com o Conde de Lumiares. Faleceu na Casa de Cabanas, na freguesia de Dume, da Cidade de Braga, em Abril de 1844. 

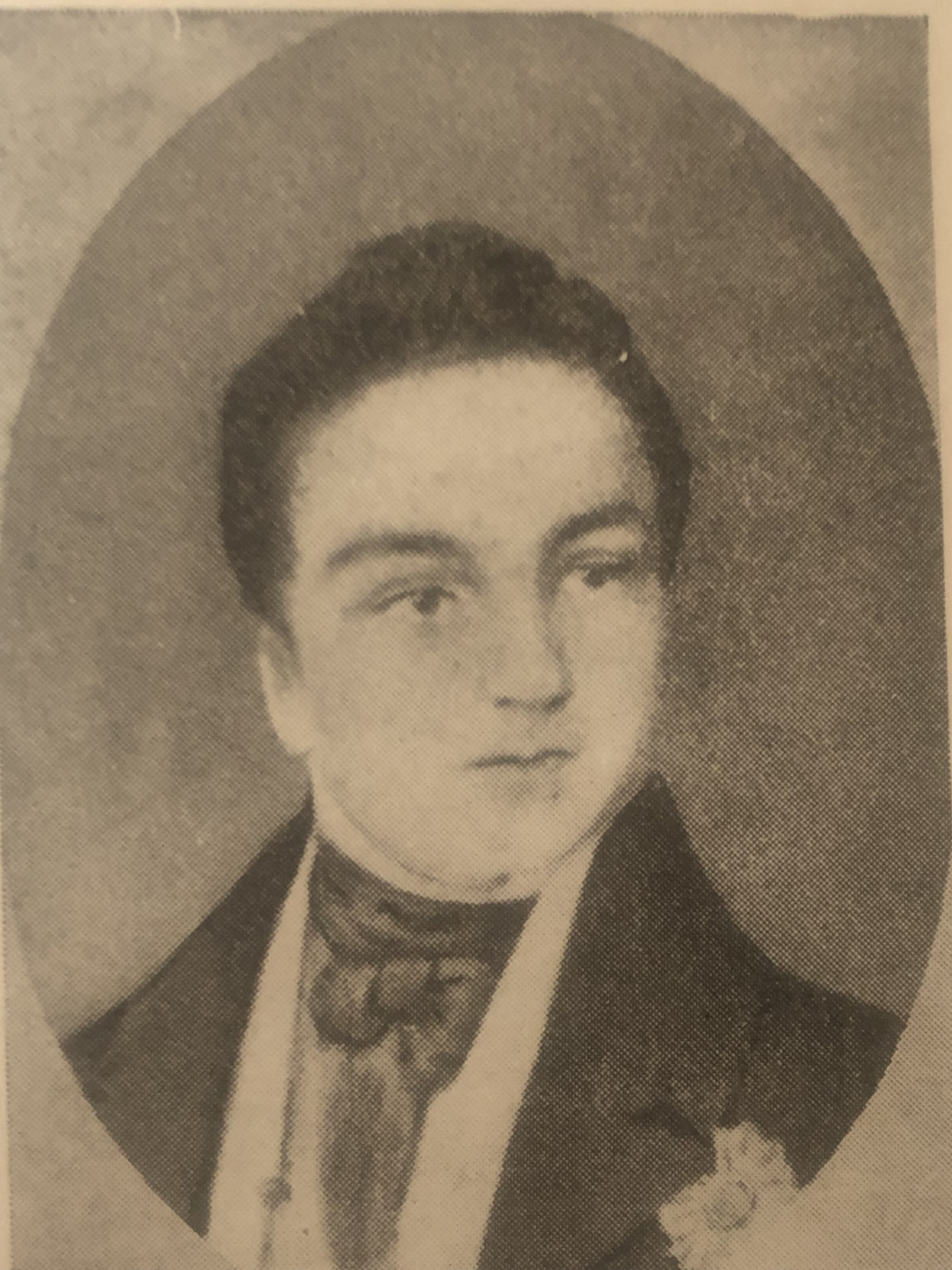
Duarte Ferreri de Gusmão, 2º Barão de São Martinho de Dume, representante do título de Conde de Ferreri, FCCR, Comendador da Ordem de Cristo, Notável Presidente da Câmara de Braga, etc.

O 2º Barão de São Martinho de Dume, Duarte Ferreri de Gusmão, que nasceu a 15.02.1820 no Porto e morreu a 05.01.1859 na mesma cidade. Coronel Honorário do Extinto Batalhão Nacional de Braga; Fidalgo Cavaleiro da Casa Real; Comendador da Ordem de Cristo; Bacharel em Matemática pela Universidade de Coimbra, notável Presidente da Câmara Municipal de Braga, desde 1852 a 1854 e Senhor da Casa de Cabanas  em Dume, Braga. Casou em 1842 com D.Ana Augusta Peixoto de Souza Villas-Boas, filha de Ana Pinto de Sousa Freire e de Manuel Pinto do Vale Peixoto de Sousa  e Villas-Boas, Fidalgo Cavaleiro da Casa Real, Capitão Mor de Lousada, Comendador da Ordem de Cristo e Décimo Senhor da Casa do Porto. Foram sobrinhos de D. Ana Augusta o Senhor Conde de Paçô Vieira e o Senhor Visconde de Guilhomil. 
3- Excelentíssimo Senhor Duarte Guilherme Ferreri de Gusmão, representante do título de Barão de São Martinho de Dume, filho primogénito do 2° Barão. Nasceu em 19 de Dezembro de 1842 na Casa de Cabanas em Dume e faleceu em Braga na Sé em 1896. Casou em 1870 na capela da sua Casa de Cabanas com D. Guiomar da Costa Pereira de Vilhena Coutinho ( sobrinha neta do Marquês de Soydos) e foram seus padrinhos de casamento o tios de D.Guiomar, o Senhor Dom Francisco de Noronha e Menezes de Portugal e o Excelentíssimo Senhor Gaspar da Costa Pereira de Vilhena Coutinho e o irmão de Duarte Guilherme, o Excelentíssimo Senhor Adriano Ferreri de Gusmão. Foi D.Guiomar de Vilhena Décima Senhora do Morgado da Roda, de São José e Senhora do Palacete Vilhena Coutinho. Filha primogénita de António Luís da Costa Pereira Pacheco de Vilhena Coutinho, Fidalgo Cavaleiro da Casa Real, Comendador da Ordem de Cristo e da Nossa Senhora da Conceição de Vila Viçosa, Deputado da Nação, Provedor da Santa Casa da Misericórdia de Braga, Juiz de Fora de Amarante, 8° Senhor do Morgado da Roda e Capela no Mosteiro de Bravães, Senhor do Morgado de São José, Senhor do Palacete dos Vilhenas Coutinhos e Senhor da Quinta do Rebelo. Casou em 1838 com D.Dorotea de Noronha e Menezes de Mesquita e Mello de Portugal, da Casa da Prelada, filha de D.Manuel de Noronha e Menezes de Mesquita e Mello de Portugal, descendente dos marqueses de Vila Real. O Morgado da Roda e a Capela do São Sacramento no Mosteiro de Bravães foram fundados em 1641 por Domingos Rodrigues da Costa e sua irmã Catarina.

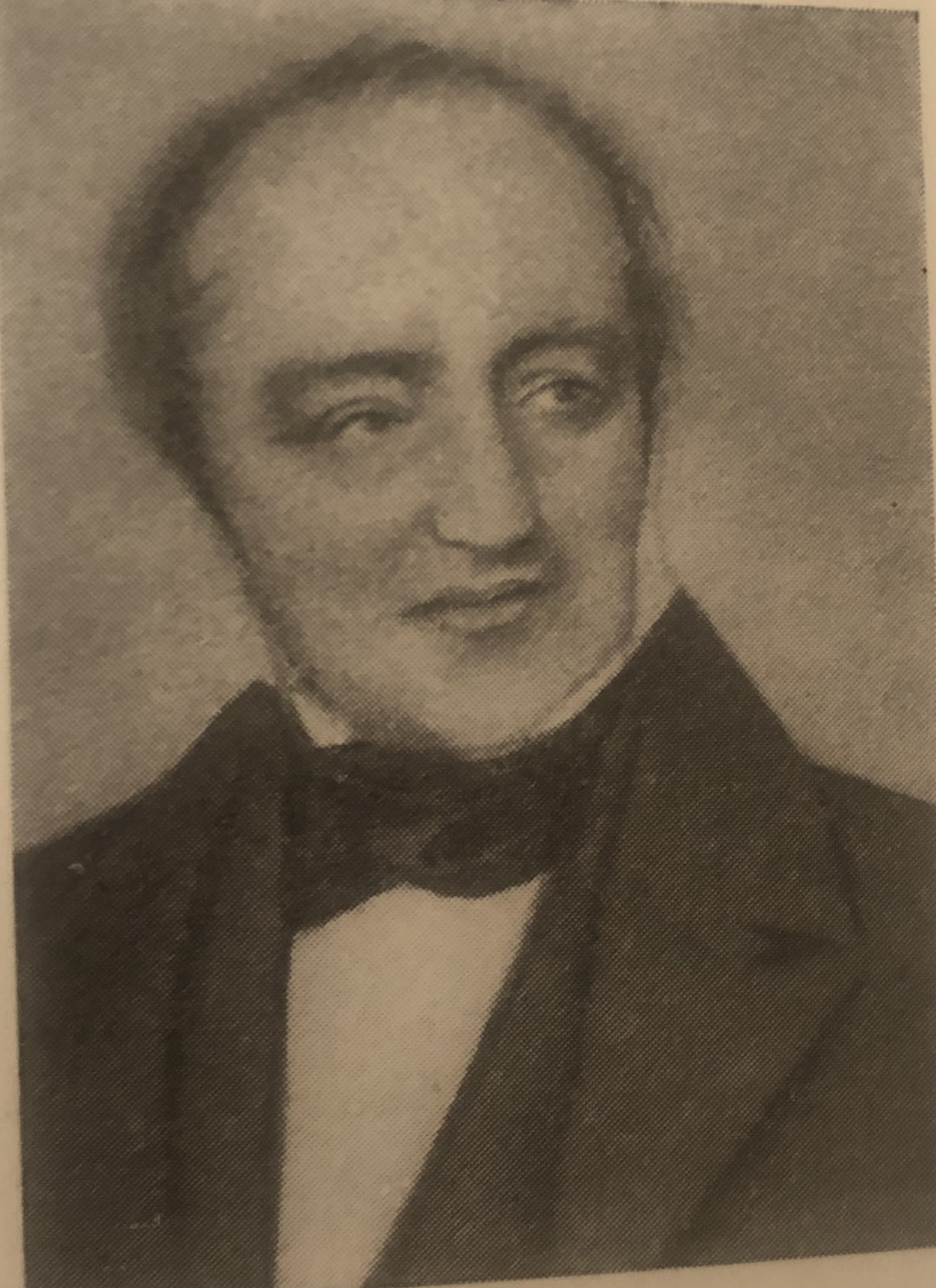
1º Barão de São Martinho de Dume e representante do título de Conde de Ferreri. FCCR, FCA, Comendador da Ordem de Cristo, de Ordem de Aviz, da Ordem de Torre e Espada, Cruz de Ouro da Guerra Peninsular, Presidente do Conselho Militar (1828), etc.

4- Excelentíssimo Senhor Adriano Maria de Vilhena Coutinho Ferreri de Gusmão, representante dos títulos de Barão de São Martinho de Dume e do de Conde de Ferreri, 11° Senhor do Morgado da Roda, nasceu em 1880 na Casa de Cabanas em Dume e faleceu em 1960 no Morgado da Roda, em Ponte da Barca. Casou com D.Joaquina Alves Pereira e deste matrimónio nasceram três filhos, Jaime de Vilhena Coutinho Ferreri de Gusmão, nascido em 1911 e falecido em 1945 em França sem geração, D.Maria Guiomar de Vilhena Coutinho Ferreri de Gusmão e Maria José de Vilhena Coutinho Ferreri de Gusmão, falecida sem geração. 
5- Excelentíssima Senhora Dª. Maria Guiomar de Vilhena Coutinho Ferreri de Gusmão, nasceu em 1924 no Morgado da Roda e faleceu em 2019 no dito Morgado, representante do título de Barão de São Martinho de Dume, casada com Adriano da Costa Gonçalves. 
Deste matrimónio resultaram cinco filhos, sendo o primogénito e representante dos títulos e varonias, o Excelentíssimo Senhor Jaime Ferreri de Gusmão, que é Professor, Romancista, Poeta, Dramaturgo, Encenador e Contista, com geração. 
A esta nobre família estão ligadas muitas outras ao longo de gerações, fruto das alianças matrimoniais ou ilustres descendentes de ramos secundários tais como: o Senhor Visconde de Ferreri, o Senhor Alfredo Brandão Cró de Castro Ferreri, o Senhor José Ferreira Pinto Basto, o Senhor Conde de Paçô Vieira, o Senhor Fernando Gusmão (ator), o Marquês de Soidos, a Senhora D. Mariana Joaquina Pereira Coutinho, a casa de Noronha da Prelada, a Casa de Guzmán, Condado de Altamira, Condado de Trastâmera, Conde de Caminha, entre outros. 
Os representantes do título que se seguiram foram:
Duarte Guilherme Ferreri de Gusmão,
Adriano Maria de Vilhena Coutinho Ferreri de Gusmão,
Maria Guiomar de Vilhena Coutinho Ferreri de Gusmão e 
Jaime Ferreri de Gusmão. 
Titulares
1. Duarte Guilherme Ferreri de Gusmão, 1.º Barão de São Martinho de Dume;
2. Duarte Ferreri de Gusmão, 2.º Barão de São Martinho de Dume.